# 포스트크로싱
포스트크로싱(Postcrossing)는 전세계에 회원들끼리 엽서를 서로 주고받는 온라인 프로젝트이다. 표어는 "전세계 어딘가에 있는 임의의 사람과 엽서를 교환하자!"이다. 포스트크로서(postcrosser)라고 부르는 회원들은 임의의 다른 포스트크로서에게 엽서를 보내고 다른 포스트크로서로부터 엽서를 받게 된다. 누구에게서 엽서를 받는가는 받기 전까지는 알 수 없다.
포스트크로싱은 엽서(postcard)와 교환(crossing)을 합친 말로, 그 유래는 북크로싱으로부터 이어져 내려온다. 하지만 엽서 교환은 북크로싱과는 다른 방식으로 이루어진다. 한 포스트크로서가 다른 사람에게 엽서를 보내면 다른 임의의 포스트크로서로부터 엽서를 받는다. 같은 포스트크로서 사이의 교환은 한 번만 이루어진다. 포스트크로싱은 누구나 자유롭게 참여할 수 있으며 주소만 있으면 계정을 만들 수 있다.
2016년 7월을 기준으로 208개 나라의 629,568명이 함께 하고 있으며, 3천 5백만 개 이상의 엽서가 오갔고, 엽서가 이동한 거리를 대략적으로 계산을 하면 1천 8백억 킬로미터가 넘는다.

## 엽서 교환이 이뤄지는 방식
기본적인 개념은 누군가가 엽서를 보낸다면 전세계 어딘가에 있는 누군가로부터 다시 엽서를 받는다는 것이다.
첫 단계는 엽서를 보내기로 하는 것이다. 엽서를 보내기로 하면 웹사이트는 다른 누군가의 주소와 엽서 일련번호를 보여준다. 엽서 일련번호(예 : KR-162408 )는 체계상으로 엽서를 구분할 수 있게 하는데, 다른 사람에게 엽서를 보내는 경우 엽서에 일련번호를 적어야 한다. 엽서를 받은 사람은 일련번호를 웹사이트에 등록한다. 그 뒤 엽서를 보낸 사람은 다른 누군가로부터 엽서를 받을 수 있게 된다.
처음에 포스트크로서들은 5개까지 엽서를 보낼 수 있다. 보낸 엽서가 등록이 될 때마다 보낼 수 있는 엽서의 수가 늘어나며, 한 번에 많게는 100개까지 보낼 수 있다.
엽서가 오가는 동안 몇몇 엽서들은 주인에게 닿지 못하기도 하고, 일련번호를 등록할 수 없는 상태가 되기도 한다. 또한 더 이상 활동을 하지 않는 포스트크로서에게 엽서가 갈 수 있다. 웹사이트의 체계는 각 포스트크로서들의 보낸 엽서의 수와 받은 엽서의 수를 비슷하게 맞추는 방식으로 손실을 줄이고 있다.

## 포스트크로싱 현황
2016년 7월 20일 기준
| 순위 | 나라       | 포스트크로서 수 |
| ---- | ---------- | --------------- |
| 1.   | 러시아     | 76,470          |
| 2.   | 대만       | 68,283          |
| 3.   | 중국       | 59,100          |
| 4.   | 미국       | 58,491          |
| 5.   | 독일       | 45,471          |
| 6.   | 네덜란드   | 37,504          |
| 7.   | 폴란드     | 28,853          |
| 8.   | 벨라루스   | 25,173          |
| 9.   | 우크라이나 | 24,132          |
| 10.  | 핀란드     | 19,367          |
| 11.  | 체코       | 17,306          |
| 12.  | 영국       | 13,190          |
| 13.  | 프랑스     | 11,282          |
| 14.  | 캐나다     | 8,761           |
| 15.  | 일본       | 8,218           |
| 28   | 대한민국   | 4,301           |

| 순위 | 나라       | 보낸 엽서 수 |
| ---- | ---------- | ------------ |
| 1.   | 독일       | 5,010,033    |
| 2.   | 러시아     | 4,147,046    |
| 3.   | 미국       | 3,725,268    |
| 4.   | 네덜란드   | 3,264,756    |
| 5.   | 핀란드     | 2,593,972    |
| 6.   | 벨라루스   | 1,711,676    |
| 7.   | 대만       | 1,659,069    |
| 8.   | 중국       | 1,642,463    |
| 9.   | 우크라이나 | 1,232,161    |
| 10.  | 폴란드     | 1,036,825    |
| 11.  | 체코       | 862,238      |
| 12.  | 일본       | 779,712      |
| 13.  | 영국       | 721,062      |
| 14.  | 프랑스     | 647,389      |
| 15.  | 캐나다     | 588,815      |
| 35.  | 대한민국   | 128,108      |

## 역사
프로젝트의 생각은 2005년 7월 14일에 웹사이트를 연 포르투갈의 파울루 마갈량이스가 냈으며, 우편물 가운데에서도 엽서를 받기 좋아했던 것에서부터 시작했다. 프로젝트는 원래 마갈량이스 개인의 취미로 시작한 것이었지만, 예상치 못하게 성공을 거둔 뒤 생각한 것보다 많은 사람들이 이 생각에 따르고 싶어한다는 사실을 알아냈다. 그 뒤 입소문을 타고 포르투갈 밖으로도 퍼졌다.
시간이 흐르면서 포스트크로싱은 대중 매체를 통해 성장을 하고 주목을 받았다. 2008년 4월 11일에 100만 번째 엽서가 보내졌으며, 그 뒤 더 빠르게 커져갔다. 포스트크로싱의 인기는 학계의 관심도 받았으며, 무엇이 포스트크로싱을 성공적으로 만들었고 다른 디지털 통신 기술들이 이 성공으로부터 무엇을 배울 수 있는가에 관한 연구도 이루어졌다.
| 날짜             | 시간 (UTC) | n백만 번째 엽서 | 보낸 곳    | 받은 곳        |
| ---------------- | ---------- | --------------- | ---------- | -------------- |
| 2008년 4월 11일  | 4:00 p.m.  | 1               | 튀르키예   | 루마니아       |
| 2009년 2월 26일  | 6:30 a.m.  | 2               | 독일       | 노르웨이       |
| 2009년 9월 24일  | 4:10 p.m.  | 3               | 핀란드     | 슬로베니아     |
| 2010년 3월 28일  | 11:20 a.m. | 4               | 체코       | 네덜란드       |
| 2010년 8월 24일  | 8:00 p.m.  | 5               | 이탈리아   | 노르웨이       |
| 2010년 12월 30일 | 12:00 p.m. | 6               | 스페인     | 독일           |
| 2011년 4월 19일  | 7:00 p.m.  | 7               | 중국       | 네덜란드       |
| 2011년 8월 2일   | 11:30 a.m. | 8               | 핀란드     | 일본           |
| 2011년 11월 3일  | 7:00 a.m.  | 9               | 중국       | 러시아         |
| 2012년 1월 27일  | 4:50 p.m.  | 10              | 일본       | 독일           |
| 2012년 4월 3일   | 9:10 p.m.  | 11              | 미국       | 아이슬란드     |
| 2012년 6월 12일  | 7:30 p.m.  | 12              | 미국       | 네덜란드       |
| 2012년 8월 22일  | 6:10 a.m.  | 13              | 홍콩       | 러시아         |
| 2012년 10월 25일 | 9:50 p.m.  | 14              | 네덜란드   | 온두라스       |
| 2012년 12월 31일 | 1:46 p.m.  | 15              | 독일       | 이탈리아       |
| 2013년 3월 4일   | 8:21 a.m.  | 16              | 우크라이나 | 러시아         |
| 2013년 5월 1일   | 0:21 a.m.  | 17              | 러시아     | 오스트레일리아 |
| 2013년 7월 3일   | 5:53 a.m.  | 18              | 핀란드     | 대만           |
| 2013년 9월 2일   | 3:08 a.m.  | 19              | 우크라이나 | 독일           |
| 2013년 10월 28일 | 10:50 p.m. | 20              | 미국       | 대만           |
| 2013년 12월 23일 |            | 21              | 네덜란드   | 이탈리아       |
| 2014년 2월 17일  |            | 22              | 네덜란드   | 폴란드         |
| 2014년 3월 29일  |            | 23              | 독일       | 오스트레일리아 |
| 2014년 5월 31일  |            | 24              | 라트비아   | 일본           |
| 2014년 8월 10일  | 11:02 a.m. | 25              | 네덜란드   | 독일           |
| 2014년 10월 10일 |            | 26              |            |                |
| 2015년 6월 2일   |            | 30              | 독일       | 포르투갈       |

## 스왑
포스트크로싱에는 또 재미있는 부분이 하나 있는데, 바로 스왑 (Swap)이라고 하여 비공식적으로 엽서를 교환하는 것을 칭한다.
대개 스왑은 포스트크로싱 사이트 내에 있는 다이렉트 메시지를 사용하거나 인스타그램과 같은 소셜 네트워크 서비스로 스왑을 행하는 경우도 있다.

## 같이 보기
- 선물 경제
- QSL 카드